# Comte Mordicus
Pour les articles homonymes, voir Mordicus.
Comte Mordicus ou Mordicus au Québec (Count Duckula) est une série télévisée d'animation britannique en 65 épisodes d'environ 22 minutes, créée par le studio Cosgrove Hall et diffusée entre le 6 septembre 1988 et le 16 février 1993 sur la chaîne ITV.
En France, la série est diffusée en 1988 sur Canal+ puis en 1990 sur Antenne 2 et puis rediffusée à partir du 6 mai 1995 sur M6 dans M6 Kid. Au Québec, elle est diffusée à partir du 1er juin 1990 sur Super Écran puis rediffusée à partir du 4 septembre 1991 sur Canal Famille.
Il s'agit d'une série dérivée de Dare Dare Motus dans laquelle le comte Canarcula (Count Duckula) était un méchant apparaissant de manière régulière.

## Synopsis
Le comte Mordicus est la dernière réincarnation de la dynastie des canards-vampires de Transylvanie. Mais, au cours du rituel magique pour sa dernière résurrection préparée par son fidèle serviteur Igor, son acolyte, la vieille nourrice Nounou confond une bouteille de sang de cervelle de chauve-souris avec une bouteille de ketchup, ce qui affecte le rituel.
Depuis, à la différence de ses ancêtres, le comte Mordicus refuse de se nourrir de sang et ne mange plus de viande, au grand désespoir de ses serviteurs. De temps en temps, Igor tente de tuer son maître afin de recommencer le rituel de résurrection.

## Voix françaises
- Patrick Préjean : le comte Mordicus
- Jacques Ciron : Igor
- Francis Lax : Nounou / Dr Von Goosewing
- Daniel Sarky : le narrateur
- Alain Flick, Roger Lumont, Jeanine Forney, Serge Lhorca : voix diverses
- Jacques Feyel : voix-off du générique